# Eugène Dhuicque
Eugène Dhuicque, est un architecte belge, né à Saint-Josse-ten-Noode (Bruxelles), le 23 octobre 1877 et décédé à Uccle (Bruxelles) le 16 janvier 1955.

## Biographie

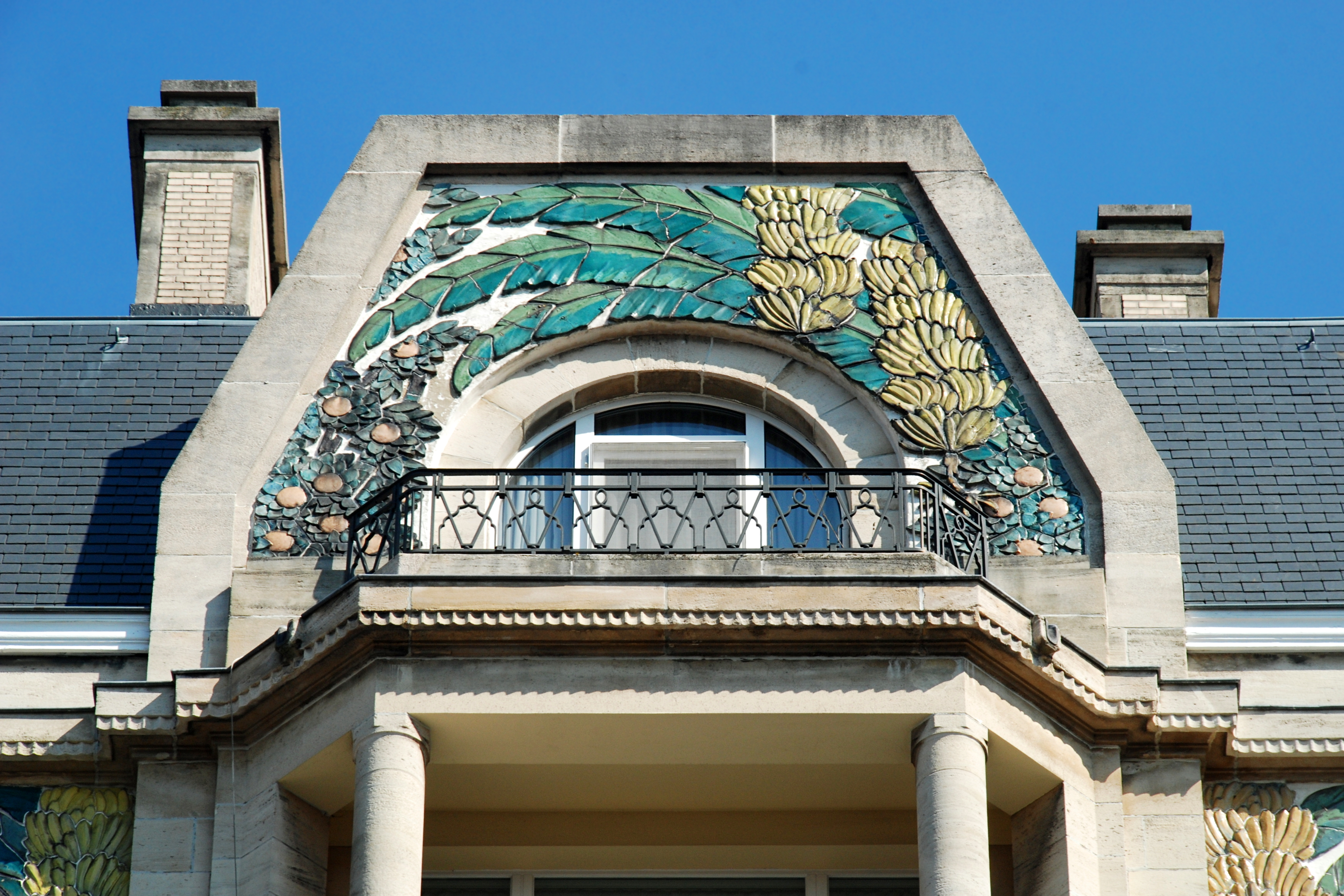
Rue Dansaert 79 : bananiers et orangers.

Formé à l'Académie royale des beaux-arts de Bruxelles, où il suivit les cours de 1897 à 1899, Eugène Dhuicque se forma dans l'atelier d'Émile Janlet.
Sa création architecturale se situe dans la mouvance de l'Art déco en Belgique.
Il figure à côté d'un Henry Lacoste comme un des grands architectes historicisants.
C'est à l'Université libre de Bruxelles qu'il fut contraint d'enseigner l'histoire de l'architecture, n'ayant pu entreprendre une carrière d'enseignant à l'Académie, à la suite de rivalités obscures.
Eugène Dhuicque est l'aîné des 4 enfants que l'architecte Henri Beyaert (bien qu'étant marié par ailleurs) a eu avec Athalie Dhuicque. Toute sa vie il voua une immense admiration à son père.
Il habitait une maison à Saint-Josse-ten-Noode, rue Potagère, où il avait reconstruit dans le jardin un portique provenant d'une maison détruite au XVIIIe siècle.
Eugène Dhuicque avait épousé le 25 mai 1916 à la mairie du XIIIe arrondissement de Paris, Carmen Barbotin (1890-1976), fille de William Barbotin et Georgette Gonini, fille d'Ermance Gonini et de l'anarchiste Élisée Reclus.
Il est inhumé au Cimetière de Bruxelles à Evere.

## Œuvres
- 1935 : Laboratoires de recherches de la Société carbochimique à Tertre.
- Square Armand Steurs, à Saint-Josse-ten-Noode.
- Immeuble d'angle du Vieux marché aux grains et de la rue Antoine Dansaert (Ste Catherine), revêtu de grès représentant des bananiers et orangers, réalisation de Dhomme
- Ancienne imprimerie de la place Anneessens, occupée actuellement par l'école technique néerlandophone